# Wapiti Ranger Station
Pour les articles homonymes, voir Wapiti (homonymie).
La Wapiti Ranger Station est une station de rangers américaine située à Wapiti dans le comté de Park, au Wyoming. Plus ancienne station de rangers du Service des forêts des États-Unis, elle est protégée au sein de la forêt nationale de Shoshone. Elle est classée National Historic Landmark depuis le 23 mai 1963 et est inscrite au Registre national des lieux historiques depuis le 15 octobre 1966.